# Fäktning vid olympiska sommarspelen 1996
Vid olympiska sommarspelen 1996 i Atlanta avgjordes tio grenar i fäktning, sex för män och fyra för kvinnor, och tävlingarna hölls mellan 20 och 25 juli 1996 i Georgia World Congress Center. Antalet deltagare var 224 tävlande från 46 länder.

## Medaljfördelning
| Medaljfördelning |           |      |        |       |        |
| Placering        | Nation    | Guld | Silver | Brons | Totalt |
| 1                | Ryssland  | 4    | 2      | 1     | 7      |
| 2                | Italien   | 3    | 2      | 2     | 7      |
| 3                | Frankrike | 2    | 2      | 3     | 7      |
| 4                | Rumänien  | 1    | 1      | 0     | 2      |
| 5                | Ungern    | 0    | 1      | 2     | 3      |
| 6                | Kuba      | 0    | 1      | 1     | 2      |
| 7                | Polen     | 0    | 1      | 0     | 1      |
| 8                | Tyskland  | 0    | 0      | 1     | 1      |

## Medaljörer

### Herrar
| Gren                            | Guld                                                            | Silver                                                                      | Brons                                                  |
| Florett, individuellt Detaljer… | Alessandro Puccini (ITA)                                        | Lionel Plumenail (FRA)                                                      | Franck Boidin (FRA)                                    |
| Florett, lag Detaljer…          | Ryssland Dmitrij Sjevtjenko Ilgar Mamedov Vladislav Pavlovitj   | Polen Piotr Kielpikowski Adam Krzesinski Ryszard Sobczak Jarosław Rodzewicz | Kuba Elvis Gregory Rolando Leon Oscar García Perez     |
| Värja, individuellt Detaljer…   | Aleksandr Beketov (RUS)                                         | Ivan Trevejo (CUB)                                                          | Géza Imre (HUN)                                        |
| Värja, lag Detaljer…            | Italien Sandro Cuomo Angelo Mazzoni Maurizio Randazzo           | Ryssland Aleksandr Beketov Pavel Kolobkov Valerij Zacharevitj               | Frankrike Jean-Michel Henry Robert Leroux Éric Srecki  |
| Sabel, individuellt Detaljer…   | Stanislav Pozdnjakov (RUS)                                      | Sergej Sjarikov (RUS)                                                       | Damien Touya (FRA)                                     |
| Sabel, lag Detaljer…            | Ryssland Stanislav Pozdnjakov Grigorj Kirijenko Sergej Sjarikov | Ungern Csaba Köves József Navarrete Bence Szabó                             | Italien Raffaello Caserta Luigi Tarantino Toni Terenzi |

### Damer
| Gren                            | Guld                                                                     | Silver                                            | Brons                                                        |
| Florett, individuellt Detaljer… | Laura Badea (ROU)                                                        | Valentina Vezzali (ITA)                           | Giovanna Trillini (ITA)                                      |
| Florett, lag Detaljer…          | Italien Francesca Bortolozzi-Borella Giovanna Trillini Valentina Vezzali | Rumänien Laura Badea Reka Szabo Roxana Scarlat    | Tyskland Anja Fichtel Mauritz Sabine Bau Monika Weber-Koszto |
| Värja, individuellt Detaljer…   | Laura Flessel (FRA)                                                      | Valerie Barlois (FRA)                             | Györgyi Szalay (HUN)                                         |
| Värja, lag Detaljer…            | Frankrike Laura Flessel Sophie Moresee-Pichot Valerie Barlois            | Italien Laura Chiesa Elisa Uga Margherita Zalaffi | Ryssland Marija Mazina Julija Garajeva Karina Aznavurjan     |

## Deltagande nationer
Totalt deltog 224 fäktare (136 män och 88 kvinnor) från 46 länder vid de olympiska spelen 1996 i Atlanta.
| | | | |
| - Algeriet (2) - Argentina (4) - Australien (1) - Azerbajdzjan (1) - Bolivia (1) - Bulgarien (3) - Chile (1) - Colombia (2) - Danmark (1) - Estland (6) - Finland (1) - Frankrike (15) | - Georgien (1) - Grekland (1) - Guatemala (1) - Israel (3) - Italien (16) - Japan (4) - Jugoslavien (1) - Kanada (7) - Kazakstan (1) - Kina (9) - Kuba (7) - Kuwait (1) | - Luxemburg (1) - Paraguay (1) - Polen (11) - Portugal (1) - Puerto Rico (1) - Rumänien (9) - Ryssland (15) - Schweiz (5) - Spanien (11) - Storbritannien (2) - Sverige (2) | - Sydkorea (13) - Tjeckien (1) - Tunisien (1) - Tyskland (15) - Ukraina (6) - Ungern (15) - USA (15) - Uzbekistan (1) - Venezuela (4) - Vitryssland (1) - Österrike (3) |